# Huta Arnold
Huta Arnold – kolonia robotnicza zbudowana w 1841 roku przez wrocławskiego kupca Arnolda Lüschwitza dla pracowników huty cynku Arnold, w rejonie obecnej ul. Strumiennej w Katowicach, na terenie dzielnicy Janów-Nikiszowiec.
W 1841 roku nad Boliną (obecnie tereny dzisiejszego Janowa Miejskiego w Mysłowicach) kupiec wrocławski Arnold Lüschwitz założył swoją drugą w Janowie – po hucie Amalie (obecnie obszar Mysłowic) hutę cynku – Arnold. Wraz z nią założono kolonię robotniczą, którą nazwano Huta Arnold. Większość zabudowy kolonii stanowiły parterowe domki, prawdopodobnie drewniane. Sama zaś huta należała do jednej z mniejszych na Górnym Śląsku. W 1859 roku posiadała siedem pieców do wytopu cynku i zatrudniała 39 robotników. W 1867 roku hutę Arnold i Amalie połączono w jedną. Rok później łączna produkcja cynku wynosiła 530 ton, co stanowiło wówczas 1,5% całej produkcji tego surowca na Górnym Śląsku. Połączoną hutę zlikwidowano trzy lata po konsolidacji – w 1870 roku, a w 1880 roku nie było już śladów po niej.
W grudniu 1885 kolonia liczyła łącznie 50 mieszkańców, natomiast maju 1939 roku w kolonii mieszkało 28 osób. W 1924 roku kolonię włączono do gminy Janów, natomiast 31 grudnia 1959 roku wraz z Szopienicami weszła w skład Katowic. Zabudowa historycznej kolonii sąsiaduje obecnie z Parkiem Bolina.